# Phosphodiesterbindung

Durch die Phosphodiesterbindung sind die Nukleotide zu einer Kette verknüpft.

Phosphodiesterbindung bei einem Phospholipid

Phosphodiesterbindung ist eine chemische Bindung, bei der ein Phosphatrest mit zwei anderen Molekülen verbunden ist. Dies erfolgt über eine Esterbindung, das heißt unter Abspaltung von Wasser von einer Säure (hier Phosphorsäure).
Phosphodiesterbindung bilden den Zusammenhalt im Rückgrat von DNA und RNA. Die Nukleotide, aus denen diese aufgebaut sind, tragen dabei zunächst nur am Kohlenstoffatom C5 der zugrunde liegenden Pentose einen Phosphorsäurerest, der chemisch betrachtet einen Ester der Phosphorsäure mit der alkoholischen OH-Gruppe an diesem C-Atom darstellt. Bei der Kettenverlängerung im Zuge der Transkription der RNA bzw. der Replikation der DNA wird ausgehend vom vorhandenen Phosphorsäurerest eine zweite Esterbindung mit der OH-Gruppe am Kohlenstoffatom C3 von Ribose bzw. Desoxyribose geschlossen, wodurch die 3′-5′-Phosphodiesterbindung entsteht.
Hydrolysen führen zur Spaltung der Phosphodiesterbindung im DNA-Rückgrat oder zu Desaminierungen.